# Elecciones provinciales de Corrientes de 1946
Las elecciones generales de la provincia de Corrientes de 1946 se realizaron el 24 de febrero del mencionado año con el objetivo de restaurar la democracia constitucional luego de tres años de dictadura militar de la Revolución del 43, más trece años de gobiernos fraudulentos de la Década Infame, por lo que fueron las primeras elecciones limpias de la provincia desde 1928. La elección tuvo trascendencia histórica a nivel provincial y nacional debido a que fue la única elección realizada ese año en la que no triunfó el naciente peronismo, sentando un importante precedente en la política de la provincia.
A diferencia de las demás provincias, donde el peronismo se impuso cómodamente, la competencia en Corrientes fue ajustada y se presentaron varias fórmulas de parte de las tres principales fuerzas políticas de la época: el recién establecido peronismo (representado por los partidos Laborista y UCR - Junta Renovadora), el radicalismo (representado por la Unión Cívica Radical) y el conservadurismo (representado por el Partido Liberal, el Partido Autonomista, el Partido Demócrata Nacional y la Unión Cívica Radical Antipersonalista). Todos presentaron candidaturas distintas a la gobernación.
Debido a la división del peronismo, en el voto popular el conservadurismo, encabezado por Elías Abad y Ernesto Meabe, obtuvo la victoria con el 44,36% de los votos y 12 de los 26 miembros del Colegio Electoral. El peronismo obtuvo el 36,54% con José Ramón Virasoro siendo el candidato peronista más votado, y obteniendo 8 electores. El radicalismo, con Blas Benjamín de la Vega como candidato único, obtuvo el 18,37% y 6 electores, siendo el tercer partido más votado y la segunda candidatura general con más sufragios.
A pesar de haber ganado el voto popular y la primera minoría de electores, Abad tenía pocas posibilidades de resultar electo debido a la intransigencia de la UCR a votar una fórmula ajena. De este modo, Abad, Meabe y los demás candidatos conservadores acordaron investir gobernador a De la Vega, a fin de evitar que el peronismo tomara el control de la provincia. Sin embargo, el endeble gobierno radical resultante duró muy poco tiempo y en 1947 una intervención federal de parte del gobierno nacional puso fin al único gobierno provincial no peronista.

## Contexto
Las elecciones generales argentina de 1946 se realizaron en un contexto de profunda polarización política entre el peronismo (representado en una coalición entre el Partido Laborista, Unión Cívica Radical Junta Renovadora, y el Partido Independiente) y el antiperonismo (representado por la coalición Unión Democrática, compuesta por la Unión Cívica Radical, el Partido Socialista, el Partido Comunista y el Partido Demócrata Progresista). Sin embargo, en la provincia de Corrientes, las fuerzas del conservadurismo tenían mucha mayor preeminencia política, por lo que se preveía que los comicios correntinos fueran un duro desafío para el peronismo. A nivel nacional, casi todas las fuerzas conservadoras apoyaron a la Unión Democrática como voto táctico antiperonista o bien se declararon neutrales, pero a nivel provincial decidieron competir contra el radicalismo y el peronismo por igual.
La campaña electoral fue descrita como "corta pero intensa", realizándose una gran cantidad de manifestaciones, mítines, conferencias, caravanas y asambleas de los distintos candidatos. La mayoría de las fuerzas antiperonistas procuraron no atacarse entre sí, y centrarse en descalificar al peronismo como una ideología "fascista", y denominaron a dicha fuerza como "el oficialismo", en un intento de destacar la profunda relación entre Perón y la dictadura saliente. El conservadurismo y el radicalismo, que durante la Década Infame habían sido acérrimos adversarios, declararon sus intenciones de evitar el control total del "oficialismo" de las provincias, basando sus campañas en el restablecimiento de las libertades democráticas. Además de dichas alusiones a la democracia, los partidos de izquierda, y centroizquierda, como el comunismo y el progresismo, proclamaron ser los verdaderos representantes de las clases trabajadoras, que se habían volcado masivamente a apoyar al peronismo.

## Resultados

### Gobernador y Vicegobernador
| Fórmula                            | Fórmula                            | Partido                            | Partido                                        | Partido                                        | Votos   | %     | Electores |
| Gobernador                         | Vicegobernador                     | Partido                            | Partido                                        | Partido                                        | Votos   | %     | Electores |
| ---------------------------------- | ---------------------------------- | ---------------------------------- | ---------------------------------------------- | ---------------------------------------------- | ------- | ----- | --------- |
| Elías Abad                         | Carlos A. Lotero Silgueira         |                                    |                                                | Partido Demócrata Nacional (PDN)               | 13.660  | 14,84 | 5/26      |
| Elías Abad                         | Carlos A. Lotero Silgueira         |                                    | Unión Cívica Radical Antipersonalista (UCR-A)  | 5.788                                          | 6,29    | 1/26  |           |
| Elías Abad                         | Carlos A. Lotero Silgueira         | Total Abad - Silgueira             | Total Abad - Silgueira                         | Total Abad - Silgueira                         | 19.448  | 21,13 | 6/26      |
| José Ramón Virasoro                | Santiago Ballejos (h)              |                                    | Partido Laborista (PL)                         | Partido Laborista (PL)                         | 18.092  | 19,66 | 4/26      |
| Blas Benjamín de la Vega           | Justo Policarpo Villar             |                                    | Unión Cívica Radical (UCR)                     | Unión Cívica Radical (UCR)                     | 16.909  | 18,37 | 6/26      |
| Ernesto R. Meabe                   | Mariano Gómez                      |                                    | Partido Liberal (PLCo)                         | Partido Liberal (PLCo)                         | 15.627  | 16,98 | 4/26      |
| Pedro Díaz de Vivar                | Santiago Ballejos (h)              |                                    | Unión Cívica Radical Junta Renovadora (UCR-JR) | Unión Cívica Radical Junta Renovadora (UCR-JR) | 15.539  | 16,89 | 4/26      |
| Diómedes C. Rojas                  | Fernando Romero Corrales           |                                    | Partido Demócrata Nacional Autonomista (PDNA)  | Partido Demócrata Nacional Autonomista (PDNA)  | 5.839   | 6,34  | 2/26      |
| Justo Álvarez Hayes (h)            | José Rosenbaum                     |                                    | Alianza Demócrata-Comunista                    | Alianza Demócrata-Comunista                    | 573     | 0,62  |           |
|                                    |                                    |                                    |                                                |                                                |         |       |           |
| Total de votos                     | Total de votos                     | Total de votos                     | Total de votos                                 | Total de votos                                 | 92.027  | 100   |           |
| Votantes registrados/participación | Votantes registrados/participación | Votantes registrados/participación | Votantes registrados/participación             | Votantes registrados/participación             | 126.057 | 73,00 |           |
| Fuentes:                           |                                    |                                    |                                                |                                                |         |       |           |

#### Resultados por secciones electorales

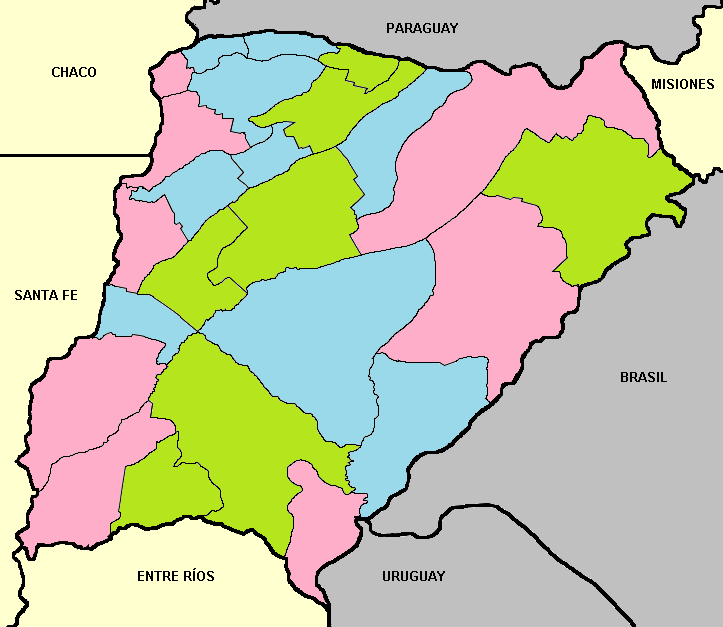
Secciones electorales de electores y diputados:
1ª Sección
2ª Sección
3ª Sección

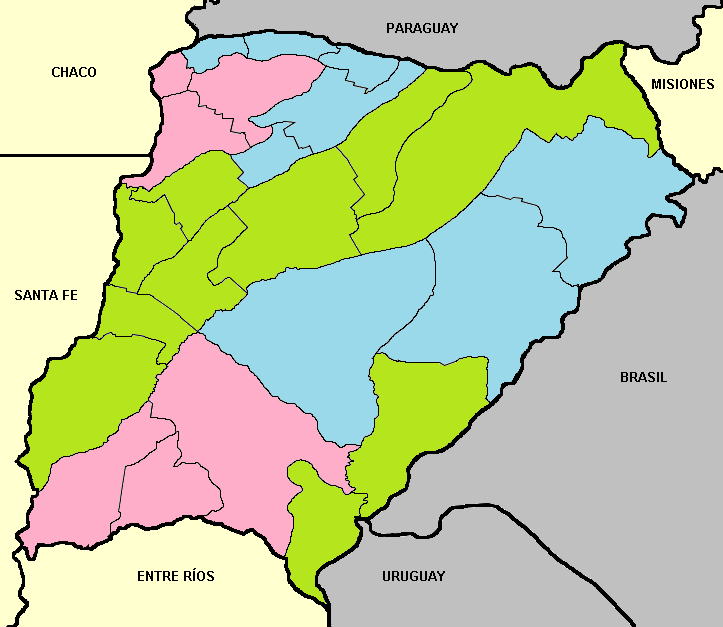
Secciones electorales de senadores:
1ª Sección
2ª Sección
3ª Sección

| 1ª Sección Electoral 8 Electores   | 1ª Sección Electoral 8 Electores                  | 1ª Sección Electoral 8 Electores | 1ª Sección Electoral 8 Electores | 1ª Sección Electoral 8 Electores |
| Partido                            | Partido                                           | Votos                            | %                                | Bancas                           |
| ---------------------------------- | ------------------------------------------------- | -------------------------------- | -------------------------------- | -------------------------------- |
|                                    | Partido Laborista                                 | 12.004                           | 26,85                            | 2/8                              |
|                                    | Unión Cívica Radical                              | 8.092                            | 18,10                            | 2/8                              |
|                                    | Unión Cívica Radical Junta Renovadora             | 7.470                            | 16,71                            | 1/8                              |
|                                    | Partido Liberal                                   | 6.578                            | 14,71                            | 1/8                              |
|                                    | Partido Demócrata Nacional                        | 5.444                            | 12,18                            | 1/8                              |
|                                    | Partido Demócrata Nacional Autonomista            | 2.446                            | 5,47                             | 1/8                              |
|                                    | Unión Cívica Radical Antipersonalista             | 2.332                            | 5,22                             |                                  |
|                                    | Partido Demócrata Progresista - Partido Comunista | 343                              | 0,77                             |                                  |
|                                    |                                                   |                                  |                                  |                                  |
| Total de votos                     | Total de votos                                    | 44.709                           | 100                              |                                  |
| Votantes registrados/participación | Votantes registrados/participación                | 61.153                           | 73,11                            |                                  |
| 2ª Sección Electoral 9 Electores   |                                                   |                                  |                                  |                                  |
| Partido                            | Partido                                           | Votos                            | %                                | Bancas                           |
|                                    | Unión Cívica Radical                              | 3.960                            | 18,81                            | 2/9                              |
|                                    | Unión Cívica Radical Junta Renovadora             | 3.808                            | 18,09                            | 2/9                              |
|                                    | Partido Demócrata Nacional                        | 3.561                            | 16,91                            | 2/9                              |
|                                    | Partido Liberal                                   | 3.340                            | 15,86                            | 1/9                              |
|                                    | Partido Laborista                                 | 3.187                            | 15,14                            | 1/9                              |
|                                    | Unión Cívica Radical Antipersonalista             | 1.964                            | 9,33                             | 1/9                              |
|                                    | Partido Demócrata Nacional Autonomista            | 1.126                            | 5,35                             |                                  |
|                                    | Partido Demócrata Progresista - Partido Comunista | 109                              | 0,52                             |                                  |
|                                    |                                                   |                                  |                                  |                                  |
| Total de votos                     | Total de votos                                    | 21.055                           | 100                              |                                  |
| Votantes registrados/participación | Votantes registrados/participación                | 28.723                           | 73,30                            |                                  |
| 3ª Sección Electoral 9 Electores   |                                                   |                                  |                                  |                                  |
| Partido                            | Partido                                           | Votos                            | %                                | Bancas                           |
|                                    | Partido Liberal                                   | 5.709                            | 21,74                            | 2/9                              |
|                                    | Unión Cívica Radical                              | 4.857                            | 18,49                            | 2/9                              |
|                                    | Partido Demócrata Nacional                        | 4.655                            | 17,72                            | 2/9                              |
|                                    | Unión Cívica Radical Junta Renovadora             | 4.261                            | 16,22                            | 1/9                              |
|                                    | Partido Laborista                                 | 2.901                            | 11,05                            | 1/9                              |
|                                    | Partido Demócrata Nacional Autonomista            | 2.267                            | 8,63                             | 1/9                              |
|                                    | Unión Cívica Radical Antipersonalista             | 1.492                            | 5,68                             |                                  |
|                                    | Partido Demócrata Progresista - Partido Comunista | 121                              | 0,46                             |                                  |
|                                    |                                                   |                                  |                                  |                                  |
| Total de votos                     | Total de votos                                    | 26.263                           | 100                              |                                  |
| Votantes registrados/participación | Votantes registrados/participación                | 36.181                           | 72,59                            |                                  |

### Cámara de Diputados
| Partido                            | Partido                                           | Votos   | %     | Bancas |
| ---------------------------------- | ------------------------------------------------- | ------- | ----- | ------ |
|                                    | Partido Laborista                                 | 18.024  | 19,57 | 4/26   |
|                                    | Unión Cívica Radical                              | 16.903  | 18,35 | 6/26   |
|                                    | Unión Cívica Radical Junta Renovadora             | 15.645  | 16,99 | 4/26   |
|                                    | Partido Liberal                                   | 15.631  | 16,97 | 4/26   |
|                                    | Partido Demócrata Nacional                        | 13.610  | 14,78 | 5/26   |
|                                    | Unión Cívica Radical Antipersonalista             | 5.843   | 6,34  | 1/26   |
|                                    | Partido Demócrata Nacional Autonomista            | 5.831   | 6,33  | 2/26   |
|                                    | Partido Demócrata Progresista - Partido Comunista | 609     | 0,66  |        |
|                                    |                                                   |         |       |        |
| Total de votos                     | Total de votos                                    | 92.096  | 100   |        |
| Votantes registrados/participación | Votantes registrados/participación                | 126.057 | 73,06 |        |
| Fuentes:                           |                                                   |         |       |        |

#### Resultados por secciones electorales
| 1ª Sección Electoral 8 Diputados   | 1ª Sección Electoral 8 Diputados                  | 1ª Sección Electoral 8 Diputados | 1ª Sección Electoral 8 Diputados | 1ª Sección Electoral 8 Diputados | 1ª Sección Electoral 8 Diputados                     |
| Partido                            | Partido                                           | Votos                            | %                                | Bancas                           | Electos                                              |
| ---------------------------------- | ------------------------------------------------- | -------------------------------- | -------------------------------- | -------------------------------- | ---------------------------------------------------- |
|                                    | Partido Laborista                                 | 12.009                           | 26,86                            | 2/8                              | - César N. Espíndola Moreyra - J. Virgilio Vigliecca |
|                                    | Unión Cívica Radical                              | 8.064                            | 18,04                            | 2/8                              | - Alfonso Faraone - Silvano T. Capará                |
|                                    | Unión Cívica Radical Junta Renovadora             | 7.491                            | 16,75                            | 1/8                              | - Rubén María Arbó y Blanco                          |
|                                    | Partido Liberal                                   | 6.563                            | 14,68                            | 1/8                              | - Ramón U. Ygarzábal                                 |
|                                    | Partido Demócrata Nacional                        | 5.418                            | 12,12                            | 1/8                              | - Alberto Díaz Colodrero                             |
|                                    | Partido Demócrata Nacional Autonomista            | 2.441                            | 5,46                             | 1/8                              | - Francisco Fermín Lezcano                           |
|                                    | Unión Cívica Radical Antipersonalista             | 2.353                            | 5,26                             |                                  |                                                      |
|                                    | Partido Demócrata Progresista - Partido Comunista | 374                              | 0,84                             |                                  |                                                      |
|                                    |                                                   |                                  |                                  |                                  |                                                      |
| Total de votos                     | Total de votos                                    | 44.713                           | 100                              |                                  |                                                      |
| Votantes registrados/participación | Votantes registrados/participación                | 61.153                           | 73,12                            |                                  |                                                      |
| 2ª Sección Electoral 9 Diputados   |                                                   |                                  |                                  |                                  |                                                      |
| Partido                            | Partido                                           | Votos                            | %                                | Bancas                           | Electos                                              |
|                                    | Unión Cívica Radical                              | 3.978                            | 18,87                            | 2/9                              | - Aníbal Carlos Riolfi - Eduardo D. Fernández        |
|                                    | Unión Cívica Radical Junta Renovadora             | 3.871                            | 18,37                            | 2/9                              | - Rafael Mora y Araujo - Ángel Lértora               |
|                                    | Partido Demócrata Nacional                        | 3.557                            | 16,88                            | 2/9                              | - Ricardo Pérez López - Pedro Armando Montaña        |
|                                    | Partido Liberal                                   | 3.339                            | 15,84                            | 1/9                              | - Roberto F. Decotto                                 |
|                                    | Partido Laborista                                 | 3.121                            | 14,81                            | 1/9                              | - Ramón Paredes                                      |
|                                    | Unión Cívica Radical Antipersonalista             | 1.975                            | 9,37                             | 1/9                              | - Patricio González                                  |
|                                    | Partido Demócrata Nacional Autonomista            | 1.126                            | 5,34                             |                                  |                                                      |
|                                    | Partido Demócrata Progresista - Partido Comunista | 111                              | 0,53                             |                                  |                                                      |
|                                    |                                                   |                                  |                                  |                                  |                                                      |
| Total de votos                     | Total de votos                                    | 21.078                           | 100                              |                                  |                                                      |
| Votantes registrados/participación | Votantes registrados/participación                | 28.723                           | 73,38                            |                                  |                                                      |
| 3ª Sección Electoral 9 Diputados   |                                                   |                                  |                                  |                                  |                                                      |
| Partido                            | Partido                                           | Votos                            | %                                | Bancas                           | Electos                                              |
|                                    | Partido Liberal                                   | 5.729                            | 21,78                            | 2/9                              | - José R. Marchissio - Leonardo C. Cadenas           |
|                                    | Unión Cívica Radical                              | 4.861                            | 18,48                            | 2/9                              | - Delfor S. Madariaga - Manuel Leandro Martínez      |
|                                    | Partido Demócrata Nacional                        | 4.635                            | 17,62                            | 2/9                              | - Saturnino R. Lovera - Carlos U. Horne              |
|                                    | Unión Cívica Radical Junta Renovadora             | 4.283                            | 16,28                            | 1/9                              | - Martín Correa                                      |
|                                    | Partido Laborista                                 | 2.894                            | 11,00                            | 1/9                              | - Juan Manuel Abregú                                 |
|                                    | Partido Demócrata Nacional Autonomista            | 2.264                            | 8,61                             | 1/9                              | - Clemente Cabral                                    |
|                                    | Unión Cívica Radical Antipersonalista             | 1.515                            | 5,76                             |                                  |                                                      |
|                                    | Partido Demócrata Progresista - Partido Comunista | 124                              | 0,47                             |                                  |                                                      |
|                                    |                                                   |                                  |                                  |                                  |                                                      |
| Total de votos                     | Total de votos                                    | 26.305                           | 100                              |                                  |                                                      |
| Votantes registrados/participación | Votantes registrados/participación                | 36.181                           | 72,70                            |                                  |                                                      |

### Cámara de Senadores
| Partido                            | Partido                                           | Votos   | %     | Bancas |
| ---------------------------------- | ------------------------------------------------- | ------- | ----- | ------ |
|                                    | Partido Laborista                                 | 18.082  | 19,65 | 3/13   |
|                                    | Unión Cívica Radical                              | 16.869  | 18,33 | 3/13   |
|                                    | Partido Liberal                                   | 15.645  | 17,00 | 2/13   |
|                                    | Unión Cívica Radical Junta Renovadora             | 15.581  | 16,93 | 3/13   |
|                                    | Partido Demócrata Nacional                        | 13.646  | 14,83 | 2/13   |
|                                    | Unión Cívica Radical Antipersonalista             | 5.812   | 6,32  |        |
|                                    | Partido Demócrata Nacional Autonomista            | 5.808   | 6,31  |        |
|                                    | Partido Demócrata Progresista - Partido Comunista | 591     | 0,64  |        |
|                                    |                                                   |         |       |        |
| Total de votos                     | Total de votos                                    | 92.034  | 100   |        |
| Votantes registrados/participación | Votantes registrados/participación                | 126.057 | 73,01 |        |
| Fuentes:                           |                                                   |         |       |        |

#### Resultados por secciones electorales
| 1ª Sección Electoral 4 Senadores   | 1ª Sección Electoral 4 Senadores                  | 1ª Sección Electoral 4 Senadores | 1ª Sección Electoral 4 Senadores | 1ª Sección Electoral 4 Senadores | 1ª Sección Electoral 4 Senadores |
| Partido                            | Partido                                           | Votos                            | %                                | Bancas                           | Electos                          |
| ---------------------------------- | ------------------------------------------------- | -------------------------------- | -------------------------------- | -------------------------------- | -------------------------------- |
|                                    | Partido Laborista                                 | 7.326                            | 22,05                            | 1/4                              | - Gregorio Urturi                |
|                                    | Unión Cívica Radical Junta Renovadora             | 6.301                            | 18,97                            | 1/4                              | - Walter Enrique Roses Ruiz      |
|                                    | Partido Demócrata Nacional                        | 5.882                            | 17,71                            | 1/4                              | - Pedro Obregón                  |
|                                    | Unión Cívica Radical                              | 5.172                            | 15,57                            | 1/4                              | - José M. Ramos Sola             |
|                                    | Partido Liberal                                   | 4.047                            | 12,18                            |                                  |                                  |
|                                    | Unión Cívica Radical Antipersonalista             | 2.144                            | 6,45                             |                                  |                                  |
|                                    | Partido Demócrata Nacional Autonomista            | 2.091                            | 6,29                             |                                  |                                  |
|                                    | Partido Demócrata Progresista - Partido Comunista | 255                              | 0,77                             |                                  |                                  |
|                                    |                                                   |                                  |                                  |                                  |                                  |
| Total de votos                     | Total de votos                                    | 33.218                           | 100                              |                                  |                                  |
| Votantes registrados/participación | Votantes registrados/participación                | 45.026                           | 73,78                            |                                  |                                  |
| 2ª Sección Electoral 5 Senadores   |                                                   |                                  |                                  |                                  |                                  |
| Partido                            | Partido                                           | Votos                            | %                                | Bancas                           | Electos                          |
|                                    | Partido Liberal                                   | 7.817                            | 20,82                            | 1/5                              | - Fernando Erro                  |
|                                    | Unión Cívica Radical                              | 7.623                            | 20,31                            | 1/5                              | - Romilio A. Brusso              |
|                                    | Partido Laborista                                 | 6.853                            | 18,26                            | 1/5                              | - Santiago Luis Martinotti       |
|                                    | Unión Cívica Radical Junta Renovadora             | 5.696                            | 15,17                            | 1/5                              | - J. Noel Breard                 |
|                                    | Partido Demócrata Nacional                        | 4.578                            | 12,19                            | 1/5                              | - Rolando Casal                  |
|                                    | Partido Demócrata Nacional Autonomista            | 2.440                            | 6,50                             |                                  |                                  |
|                                    | Unión Cívica Radical Antipersonalista             | 2.351                            | 6,26                             |                                  |                                  |
|                                    | Partido Demócrata Progresista - Partido Comunista | 182                              | 0,48                             |                                  |                                  |
|                                    |                                                   |                                  |                                  |                                  |                                  |
| Total de votos                     | Total de votos                                    | 37.540                           | 100                              |                                  |                                  |
| Votantes registrados/participación | Votantes registrados/participación                | 51.378                           | 73,07                            |                                  |                                  |
| 3ª Sección Electoral 4 Senadores   |                                                   |                                  |                                  |                                  |                                  |
| Partido                            | Partido                                           | Votos                            | %                                | Bancas                           | Electos                          |
|                                    | Unión Cívica Radical                              | 4.074                            | 19,15                            | 1/4                              | - Juan P. Haurie                 |
|                                    | Partido Laborista                                 | 3.903                            | 18,34                            | 1/4                              | - Sabino A. Monzón               |
|                                    | Partido Liberal                                   | 3.781                            | 17,77                            | 1/4                              | - Eliseo A. Paiva                |
|                                    | Unión Cívica Radical Junta Renovadora             | 3.584                            | 16,85                            | 1/4                              | - Gabriel Ernesto Diez           |
|                                    | Partido Demócrata Nacional                        | 3.186                            | 14,97                            |                                  |                                  |
|                                    | Unión Cívica Radical Antipersonalista             | 1.317                            | 6,19                             |                                  |                                  |
|                                    | Partido Demócrata Nacional Autonomista            | 1.277                            | 6,00                             |                                  |                                  |
|                                    | Partido Demócrata Progresista - Partido Comunista | 154                              | 0,72                             |                                  |                                  |
|                                    |                                                   |                                  |                                  |                                  |                                  |
| Total de votos                     | Total de votos                                    | 21.276                           | 100                              |                                  |                                  |
| Votantes registrados/participación | Votantes registrados/participación                | 29.653                           | 71,75                            |                                  |                                  |

## Elección en el Colegio Electoral
Mientras que en el resto del país el peronismo triunfó prácticamente de inmediato, en Corrientes la posibilidad de una investidura peronista en el Colegio Electoral se veía remota. De hecho, la idea misma de que la elección resultase concluyente peligraba desde el comienzo y se esperaba que, tras varios intentos fallidos, se convocara a nuevos comicios. En el impacto inicial por la derrota electoral nacional de la Unión Democrática, tanto los radicales como los conservadores se reunieron arduamente en Corrientes antes de la reunión del Colegio Electoral con la intención de tomar el control de la provincia y evitar, de este modo, un monocolor provincial del naciente peronismo. El liderazgo conservador trató de convencer al comité radical de que su intransigencia ideológica había llevado a la derrota nacional de la Unión Democrática, al no permitir que el Partido Demócrata Nacional y las seccionales provinciales conservadoras formaran parte de la coalición. Convencer al radicalismo de colaborar con sus históricos rivales fue difícil. Durante las reuniones se buscó una solución para distribuir los cuatro cargos a elegir, la gobernación, la vicegobernación y las dos bancas senatoriales correspondientes a la provincia, se llegaron a barajar tres opciones:
- La primera, el Colegio Electoral, con mayoría del radicalismo y el conservadurismo, investiría a un gobernador de uno de los partidos conservadores y a un vicegobernador radical, mientras que la legislatura provincial investiría a un senador radical y a uno de otro partido conservador que no fuera el del gobernador.
- La segunda, se investiría a un gobernador radical con un vicegobernador conservador, y las dos bancas del Senado corresponderían a otros dos partidos conservadores.
- La tercera, investirían un gobernador y un vicegobernador independientes, y los dos senadores serían conservadores.

Sin embargo, el radicalismo declaró rápidamente que rechazaría toda investidura distinta a la de Blas Benjamín de la Vega y Justo Policarpo Villar para ambos cargos, debido a que el artículo 8 de su Carta Orgánica le prohibía expresamente realizar pactos o convenios con otras fuerzas, aunque manifestó su intención de colaborar en la entrega de una banca en el Senado al Partido Liberal y otra al Autonomista. Hubo dos reuniones fallidas, durante las cuales no se llegó a un acuerdo por la intransigencia del radicalismo. El conservadurismo cuestionó que la UCR antepusiera la Carta Orgánica de un partido a las leyes provinciales, que exigían claramente un consenso de 14 de los 26 electores para que un gobernador resultase electo, solicitando que dejara de lado la intransigencia de cara al bienestar de la provincia. Por su parte, las dos fórmulas peronistas buscaron rápidamente una vía para reunir aliados de cara a la inminente sesión del Colegio Electoral. Santiago Ballejos, laborista, fue expulsado del partido por intentar un acuerdo secreto con electores y legisladores de la Junta Renovadora de la Unión Cívica Radical sin autorización de la Junta Ejecutiva del partido. La crisis interna que se desató en el Partido Laborista llevó a Virasoro a declinar su candidatura gubernativa y a solicitar su desafiliación, que fue rechazada. Cuando anunció públicamente su desagravio, Virasoro dio a entender que estaba en crecientes conversaciones con dirigentes gremiales, a fin de buscar un consenso político que le permitiese formar gobierno.
Luego de que se llegara a la conclusión de que no se podía demorar más el asunto, la intervención federal de facto convocó a la reunión del Colegio Electoral para el 9 de mayo de 1946. Asistieron casi todos los electos, excepto Martín Correa, radical renovador, que había renunciado para asumir como diputado provincial. Se realizó un sorteo para reempalzarlo, siendo elegido Rogelio Piragine, del mismo partido. La reunión fue tranquila, presidida por el liberal Augustó Millán, con el demócrata nacional Juan Cherkoff en la secretaría. Sin embargo, nuevamente no hubo consenso para elegir una fórmula y se declaró un cuarto intermedio hasta el 10 de mayo, al día siguiente. Conscientes de que era inútil buscar una investidura peronista, la estrategia del laborismo y la Junta Renovadora fue de boicot. Basándose en el apartado constitucional que exigía que el Colegio Electoral solo podía reunirse una vez, la conjunción peronista declaró la caducidad del Colegio Electoral vigente y exigió nuevas elecciones, no asistiendo a ninguna de las siguientes reuniones. Los demás partidos consideraban que se trataba de una sola sesión, con varios intervalos. Durante casi una semana continuaron las reuniones, pero al finalizar ninguna de las fórmulas lograba la mayoría. Finalmente, el 15 de mayo y luego de cinco intentos fallidos, los 18 electores presentes votaron a favor de la fórmula radical De la Vega-Villar tal y como se presentó a la elección, trasluciendo el claro acuerdo político entre la UCR y los partidos conservadores.

## Consecuencias
La derrota peronista correntina, única de la jornada, conmocionó a la dirigencia partidaria local y significó un duro revés nacional, ya que además de ser el único distrito gobernado por la oposición, Corrientes era la provincia natal de Hortensio Quijano, vicepresidente electo. El Partido Laborista y la UCR Junta Renovadora rechazaron tajantemente la investidura, describiéndola como ilegítima, y elevaron telegramas al Ministerio del Interior de la Nación exigiendo una nueva intervención federal. El Ministerio respondió con un comunicado declarando que, aunque reconocía las falencias del sistema electoral correntino, la elección se había realizado siguiendo las directrices constitucionales de la provincia y su resultado, por lo tanto, sería respetado tal y como el régimen militar había prometido. De la Vega y Villar fueron juramentados el 22 de mayo de 1946, junto con los diputados y senadores electos. Mientras que no estuvieron presentes ninguno de los legisladores electos por la oposición peronista, sí lo estuvieron grandes dirigentes del radicalismo, celebrando su única victoria provincial en la jornada. Entre los presentes estaban Ricardo Balbín, Arturo Frondizi, Raúl Uranga y Julio Busaniche.
Siguiendo el acuerdo político entre la UCR y los conservadores, la legislatura correntina, con una amplia mayoría de la coalición conservadora-radical y una oposición (de 8 diputados y 6 senadores) ausente por el boicot peronista, eligió como Senadores de la Nación el 24 de mayo al autonomista Luis F. Bobbio y al liberal Mariano Gómez. Sin embargo, tres días más tarde, cuando entregaron sus diplomas ante la cámara alta, estos fueron impugnados por el aplastante quórum peronista, siendo los dos únicos senadores opositores, y no fueron aceptados durante todo el año siguiente. El 10 de agosto, la Cámara de Diputados sancionó un proyecto de intervención federal, que sin embargo fue pasado por alto en el Senado durante un año. En todo ese tiempo, Corrientes no tuvo representación senatorial y la relación entre el gobierno nacional y el provincial fue casi de desconocimiento mutuo. Finalmente, el 4 de septiembre de 1947, el Senado aprobó el proyecto de intervención federal, siendo esta sellada el 11 de septiembre, poniendo fin al gobierno radical.